# Matthias Palbitzki
Matthias Palbitzki, född den 23 december 1623 i Hinter-Pommern (troligen i staden Stolp), död den 20 oktober 1677 på Julita i Södermanland, var en svensk friherre och diplomat. Hans föräldrar var borgmästaren och lantrådet Georg Palbitzki och Anna Hoppe. Han gifte sig 1654 med friherrinnan Anna Regina Khewenhüller.

## Biografi
Efter avslutade studier vid Sorö akademi i Danmark begav sig Palbitzki på en resa till kontinenten, därunder han i Hamburg sammanträffade med fältmarskalken Gustaf Horn, som övertalade honom att gå i svensk tjänst och följa med till Stockholm. 
Här utnämndes han genast av drottning Kristina till hovjunkare och befordrades 1643 till kaptenlöjtnant vid livgardet. Som han emellertid stod fast vid sitt beslut att göra en längre utrikes resa, erhöll han drottningens tillåtelse att med bibehållande av tjänst och lön få vara frånvarande i fyra år. 
Han anträdde alltså 1644 sin långväga färd, besökte därunder Danmark, Tyskland, Holland, Spanska Nederländerna, Frankrike, Schweiz, Sicilien, Sardinien, Korsika, Malta, Kreta, Grekland och Egypten. 
Återkommen till Rom mottog han 1648 drottningens befallning att återvända till Sverige, där han genast efter sin hemkomst utnämndes till kammarherre. Han användes nu i en mängd diplomatiska beskickningar: till Venedig och Toscana, Frankrike, Spanien, Nederländerna, Polen och kejserliga hovet. 
År 1667 erbjöds honom riksrådsvärdigheten, som han likväl avsade sig, varemot han 1675 upphöjdes till friherre. Med djupa kunskaper, i synnerhet i grekiska litteraturen, förenade Palbitzki en diplomatisk färdighet, som skattades högt.
Matthias Palbitzki ligger begravd i ätten Leijonhufvuds gravkor på Erska kyrkogård utanför Sollebrunn. Han ligger begravd i en rikt ornamenterad kista som lär vara fodrad med cederträ, som han själv skall ha fört med sig hem efter sin långa resa som bland annat gick till Libanon. Palbitzki finns representerad vid bland annat Nationalmuseum i Stockholm.